# Uwe Adler (Politiker)
Uwe Adler (* 17. Juni 1974 in Brandenburg (Havel), DDR) ist ein deutscher Politiker (SPD). Er ist seit 2019 Abgeordneter im Landtag von Brandenburg.

## Leben
Adler trat 1993 in den Polizeidienst ein und absolvierte ein Studium an einer Fachhochschule für öffentliche Verwaltung, das er mit der Prüfung zum Diplom-Verwaltungswirt (FH) abschloss. Zuletzt arbeitete er als Kriminalbeamter beim Landeskriminalamt Brandenburg.
Adler trat 2004 in die SPD ein. Seit 2016 ist er Mitglied der Stadtverordnetenversammlung von Potsdam. 
Bei der Landtagswahl in Brandenburg 2019 wurde er im Landtagswahlkreis Potsdam-Mittelmark III/Potsdam III direkt in den Landtag von Brandenburg gewählt. Das Direktmandat gewann er gegen Saskia Ludwig (CDU) mit 25,3 % der Erststimmen. Bei der Landtagswahl 2024 gewann er erneut das Direktmandat im Wahlkreis Potsdam-Mittelmark III/Potsdam III. Er ist Mitglied des Petitionsausschusses und des Ausschusses für Inneres und Kommunales.
Uwe Adler ist verheiratet, hat zwei Kinder und lebt mit seiner Familie in Potsdam-Bornstedt.